# Polycricus haitiensis
Polycricus haitiensis är en mångfotingart som först beskrevs av Chamberlin 1915.  Polycricus haitiensis ingår i släktet Polycricus och familjen storjordkrypare.
Artens utbredningsområde är Haiti. Inga underarter finns listade i Catalogue of Life.